# قطب الدين القسطلاني
هو قطب الدين أبو بكر محمـد بن أحمد بن علي المصري ثم المالكي (614 هـ - 686 هـ) المعروف بالقسطلّاني، نسبة إلى قسطلينة من إقليم أفريقية، ولد بمصر 614 هـ الموافق 1218، وسمع بها الحديث وتفقه وأفتى ، ثم رحل إلى الشام والعراق سنة 649 هـ واستقر بمكة مدة، ثم عاد إلى القاهرة فتولى مشيخة دار الحديث الكاملية ، وبها توفي 18 يناير 686 هـ الموافق 14 مارس 1287م، ودفن بالقرافة. وهو متقدم في الزمن على الحافظ شهاب الدين القسطلاني المتوفى سنة 923 هـ.

## مصنفاته
له العديد من المصنفات في الفقه والحديث والتفسير:
- مدارك المرام في مسالك الصيام، (مطبوع)
- مراصد الصلات في مقاصد الصلاة، (مطبوع)
- الإفصاح عن المعجم من الغامض والمبهم
- اقتداء الغافل باهتداء العاقل
- رسالة في " تفسير آيات من القرآن الكريم
- لسان البيان عن اعتقاد الجنان
- عروة التوثيق في النار والحريق، وفيه وثق حادثتي احتراق المسجد النبوي وظهور النار، سنة (654 هـ) حينما كان مقيماً بالحجاز.

## مشايخه
أخذ العلم عن جم غفير من العلماء بمصر والشام والعراق والحجاز منهم:
1. أبي الحسن ابن البناء
2. أبي القسم ابن السهروردي
3. محمد بن نصر بن الحصري
4. يحيى بن القميرة
5. ابرهيم بن أبي بكر الزعبي

## تلاميذه
من أشهر تلاميذه:
- الدمياطي
- المزي
- البرزالي
- ابن سيد الناس

## من شعره
ومنه:
ومنه:

## ثناء العلماء عليه
ترجم له الحافظ ابن سيد الناس عند ذكر شيوخه بقوله: «أولهم في التقديم وأولاهم بالتعظيم».
وترجم له الصفدي بقوله: «كان شيخاً عالماً عاملاً زاهداً عابداً جامعاً للفضايل كريم النفس كثير الإيثار حسن الأخلاق قليل المثل، طلب من مكة إلى القاهرة وولي مشيخة الكاملية إلى أن مات، وله شعر مليح»
وقال عنه أيضاً: "كان مأماً للمساكين والفقراء الواردين إلى القاهرة يعمل لهم سماطا يأكلون عنده ويبرهم ويعين كثيرا منهم على الحج.